# ジョー・バイデンの2020年大統領選挙運動

バイデン・ハリスのキャンペーンロゴ

ジョー・バイデンの2020年大統領選挙運動（2020 presidential campaign of Joe Biden）は、バイデンが2019年4月25日に2020年アメリカ合衆国大統領選挙の民主党予備選挙に出馬表明したことで始まり、ランニングメートのカマラ・ハリスとともに民主党候補に指名されたのを経て、2020年11月3日の本選で共和党候補の現職大統領ドナルド・トランプに勝利したことで締めくくられた選挙運動である。

## 経緯

### 出馬まで
ジョー・バイデンは民主党の政治家でデラウェア州選出の上院議員、バラク・オバマ政権の副大統領などを歴任し、今回以前も2度大統領選挙の民主党予備選挙に名乗りを上げた経験がある（1988年、2008年）。
バイデンは、ドナルド・トランプ政権ができてまだ半年とたっていなかった2017年6月1日に側近のグレッグ・シュルツが運営にあたる政治活動委員会（PAC）「米国の可能性（American Possibilities）」の設立を発表した。当時2020年大統領選挙への出馬を検討している可能性があると報じられた。

ハリスがランニングメートに選ばれるまで使用されていたキャンペーンロゴ

数年にわたって民主党支持層の間で安定した支持を維持し、2019年4月25日に2020年大統領選挙への出馬を表明した。出馬の理由についてバイデンは、2017年にヴァージニア州シャーロッツビルで起きた極右集団とその反対派の衝突で女性が死亡した事件についてトランプが「どちらの側にも素晴らしい人々がいた」と述べて極右を避難しなかったことに言及したうえで「アメリカの大統領はこの言葉によって、憎悪を撒き散らす人々と、それに立ち向かう勇気ある人々を倫理的に同等に扱った」「この国の核となる価値や（中略）私たちの民主主義、アメリカをアメリカたらしめる全てが危険にさらされている」「歴史がこの4年を振り返ったとき、そこには異常さしか残っていないと思う。しかしトランプ氏が8年間ホワイトハウスに居座れば、トランプ氏はアメリカの本質や私たちの性質を永久に、根本的に変えてしまう。それを黙って眺めていることはできない」と述べた。
バイデンの出馬表明に対してオバマの広報担当者は「オバマ氏はバイデン氏を副大統領に選んだことは自分が下した中で最高の決定の1つで、2人は力強く特別な絆を築いたと述べている」と明らかにしたが、バイデンへの正式な支持は表明しなかった。デラウェア州でオバマの支持がなかったことについてたずねられたバイデンは、「オバマ氏には支持を表明しないようお願いしたし、オバマ氏も支持を望んでいなかった。（中略）この予備選を勝ち抜くのは、自力で勝利をつかめる人だけだ」と述べた。
一方トランプはツイッターで「レースへようこそ、スリーピー・ジョー（寝ぼけたジョー）。君が予備選で成功するだけの知性を持っていることを願っているけれど、それは疑わしい」と嘲った。

### 選対チームの設立

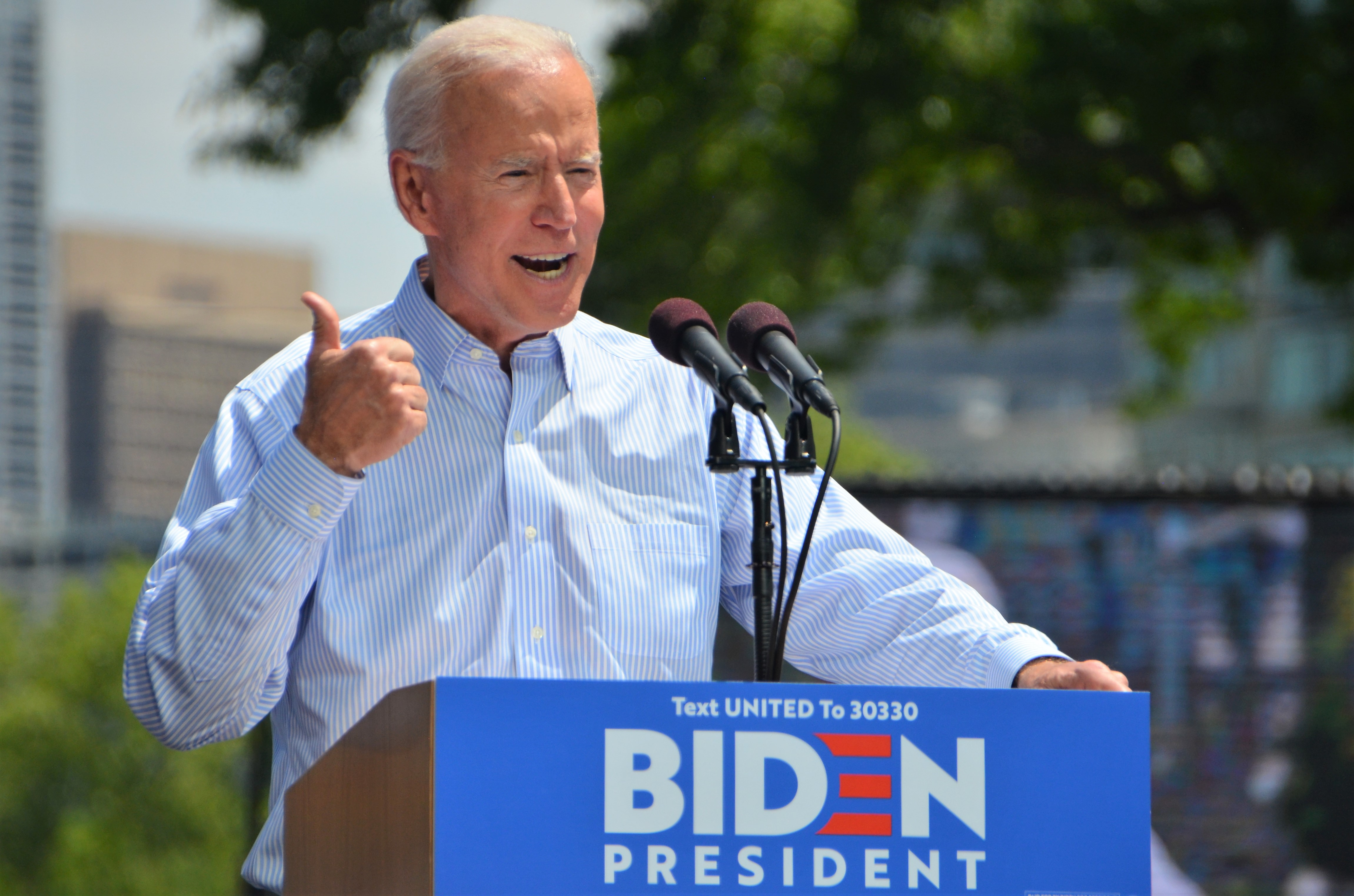
2019年5月18日フィラデルフィア。大統領選挙出陣式で演説するバイデン

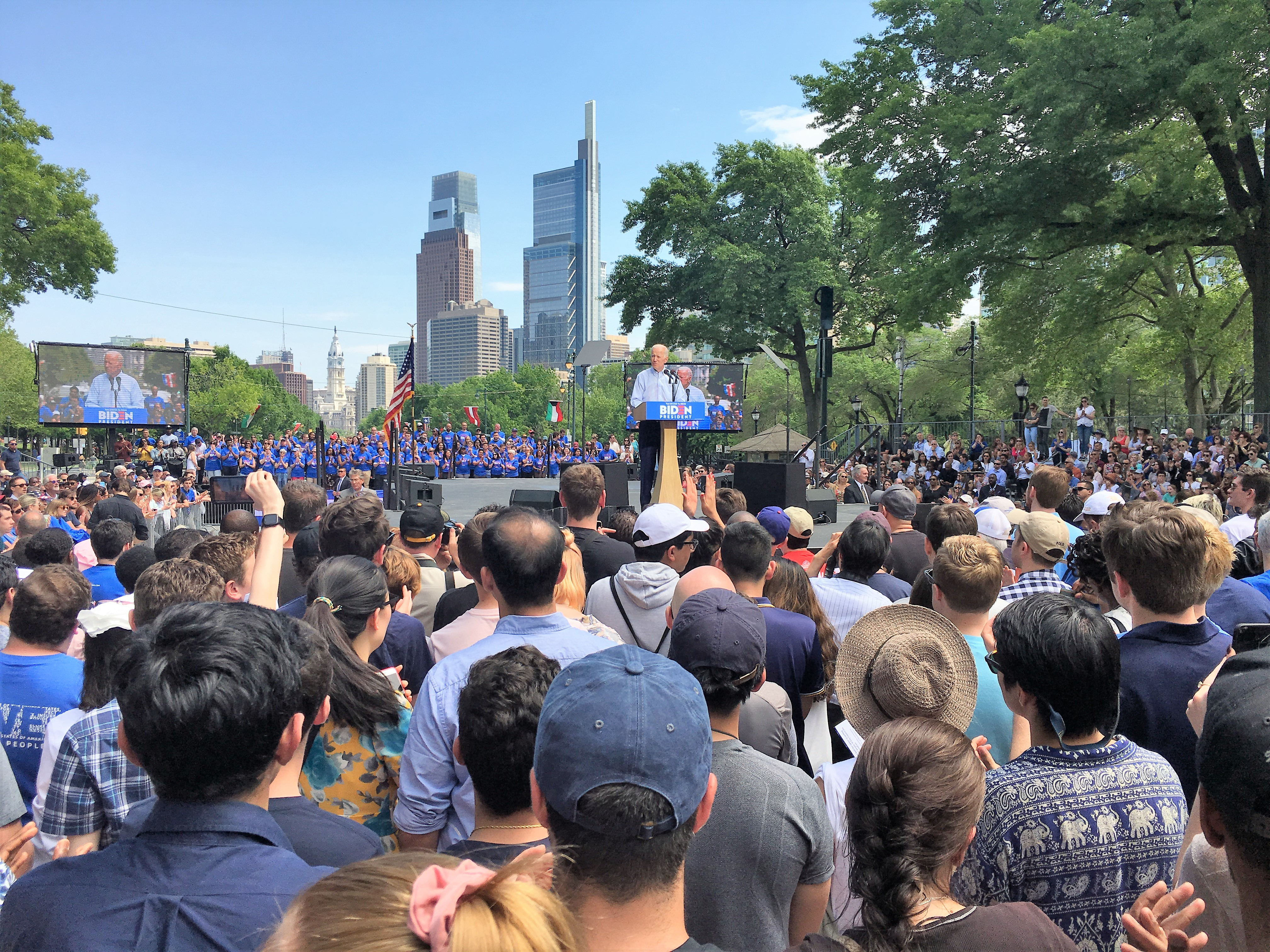
同上

2019年5月22日に『エボニー』誌は、バイデンがフィラデルフィアを本部としてグレッグ・シュルツを責任者とする2020年大統領選対チームを立ち上げたことを報道した。コミュニケーション戦略部長にはオバマ政権で働いていたカマウ・マンデラ・マーシャル（Kamau Mandela Marshall）が任命された。さらにオバマ政権の上級顧問だった12人を雇った 5月31日にはセドリック・リッチモンドが共同議長としてバイデンの選対チームに参加することが発表された。

### 民主党候補指名争い

#### 予備選前の資金集め
バイデン陣営の資金調達額は2019年第2四半期（4月-6月）には2150万ドルだったが、第3四半期（7－9月）になると1520万ドルに落ちた。他の有力候補バーニー・サンダースは2530万ドル、ピート・ブティジェッジは1910万ドルを第3四半期集めていたので、バイデンの資金集めは芳しいとはいえなかった。
連邦選挙委員会（FEC）が15日に公表した情報によれば、バイデン氏が第3四半期に選挙運動に投じた資金は調達資金を上回る1770万ドルであり、有力候補がこの段階で資金不足に陥るケースは珍しかった。バイデンに残された手持ち資金は900万ドルを割り込んでおり、この数字は支持率上位5人の候補者の中で最も少ない。
第4四半期（10月-12月）には2270万ドルを調達したが、サンダースの3450万ドルには及んでいない（この時点での調達額累計はバイデン5950万ドル、サンダース9600万ドル）。

#### 予備選前のテレビ討論会
2019年6月27日夜にフロリダ州マイアミで開かれた第1回テレビ討論会2日目（候補者が多いので候補者を2日に分けていた）に出演したが、支持率首位に立つバイデンに攻撃が集中した。特にカマラ・ハリスからは人種差別を肯定する上院議員たちと数十年前に取り組んだ仕事を自慢していると批判され、1970年代の「差別撤廃に向けたバス通学」への反対で人種差別主義者の上院議員と協力したと批判された。バイデンは「私の政治的立場全般についての間違った特徴づけだ。私は人種差別主義者を称賛しない。それは本当ではない」と反論した。しかし防戦一方の消極的姿勢が目立ち、支持率を落とした。
8月31日にミシガン州デトロイトで開かれた第2回討論会2日目でも集中砲火を浴びたが、前回ほど劣勢な印象はなかった。「オバマケア」などについてハリスから攻撃を受けたが、バージニア大の政治アナリストのカイル・コンディクはバイデンが防衛に成功したと評価する。
9月12日にテキサス州ヒューストンで第3回討論会が開かれたが、やはり依然として支持率首位に立つバイデンに攻撃が集中。サンダースは自由貿易に批判的な立場から「ジョー（バイデン）と私は貿易に関して全く違う意見だ」と切り出しバイデンを自由貿易推進の立場と批判し、さらに医療保険問題でも攻撃した。ハリスからは銃規制に煮え切らない態度を突かれて「イエス・ウィー・キャンって言わない？」と詰め寄られた。バイデンも防戦一方ではなく医療保険制度改革をめぐり、サンダースやウォーレンが提唱する「国民皆保険」について両名が具体的な財源を示していないことを追及した。討論後CNNはバイデンが安定した論戦を展開したとして彼を勝者と報じている。『ニューズウィーク』もバイデンがおおむね舌鋒鋭く意気軒高だったと評価した。
10月15日にオハイオ州ウェスタービルで第4回討論会が行われた。この討論会はバイデン、ブティジェッジ、エイミー・クロブシャーら中道候補が一致してサンダースやウォーレンら左派候補の唱える医療保険政策の財源を追及する場面が目立った。
11月20日にジョージア州アトランタで第5回討論会が行われた。トランプ大統領の弾劾に関する公聴会が連日行われている最中の討論会となり、全候補者が大統領は弾劾に値する行為を行ったとの点で一致した。依然として支持率首位のバイデンは、トランプ大統領がウクライナ政府にバイデン氏に関する調査を働き掛けたことに端を発する今回の弾劾手続きの中で「トランプ氏が私に民主党大統領候補になってほしくないことを確信した」と、自らの正統性を強調した。しかし討論では他候補の標的となる場面が目立ち、精彩を欠いた。
12月20日にカリフォルニア州ロサンゼルスで第6回討論会が開催された。この討論会はバイデンが存在感を示し、政治評論家から高評価を受けた。CNNの政治記者・総合編集長クリス・シリッツァは「終始一貫しており、今回が前副大統領の最高の討論だった」と評価している。中でもバイデンがウクライナ疑惑に関して共和党から不当な扱いを受けたにもかかわらず、超党派での協力の必要性を訴えかけた場面が今回のハイライトとするコメントがメディアを含めて多かった。
2020年1月14日にアイオワ州の党員集会が開かれる前の最後の討論会となるアイオワ州デモインでの第7回討論会が開催された。この討論会の直前にサンダースがアイオワ州とニューハンプシャー州の一部世論調査で首位に躍り出ていたため、この日の討論会ではサンダースに攻撃が集中したが、サンダースからもバイデンに攻撃があり、バイデンが上院議員時代の2002年にイラクに対する軍事力行使承認決議案に賛成したことを批判された。バイデンは「彼ら（当時のブッシュ共和党政権）が戦争に突入しないと言ったのを信用したことは誤りだった」「彼らはただ査察官を派遣すると語っていた。実際に世界は査察官の派遣を決めており、それでもやはり戦争に突入した」と釈明したうえで自身はオバマ大統領の副大統領として軍の帰還に取り組んだと説明し、その後の自身の行動については壇上の他の候補者と比較する準備ができていると語った。またサンダースが米国・メキシコ・カナダ協定（USMCA）を批判していることに対して「サンダース上院議員が意味があったと考える貿易協定があることを私は知らない」と切り返した。

#### 予備選挙・党員集会
予備選挙・党員集会直前の2020年1月22日のCNNの世論調査ではバイデンの支持率は24％でサンダースの支持率27%にはじめて劣った。
2月3日に民主党指名候補選びの初戦であるアイオワ州党員集会が開催。翌日の暫定結果の発表では、中道派のピート・ブティジェッジが首位でサンダースが僅差の2位となったが、バイデンは4位であり苦戦が報じられた。
2月8日にニューハンプシャー州マンチェスターに第8回討論会が開催されたが、アイオワで善戦したブティジェッジとサンダースに攻撃が集中し、バイデンは「選挙戦は長い」として挽回に意欲を見せた。
2月11日のニューハンプシャー州の予備選挙はサンダースが首位となり、バイデンは5位に沈んだ。3戦目の2月22日のネバダ州の党員集会もサンダースが勝利し、バイデンは2位ながらも大差を付けられた。
選挙資金の面でも、2020年2月中にバイデンが集めた金額は1800万ドルにとどまり、サンダースの4650万ドルに大きく劣った。

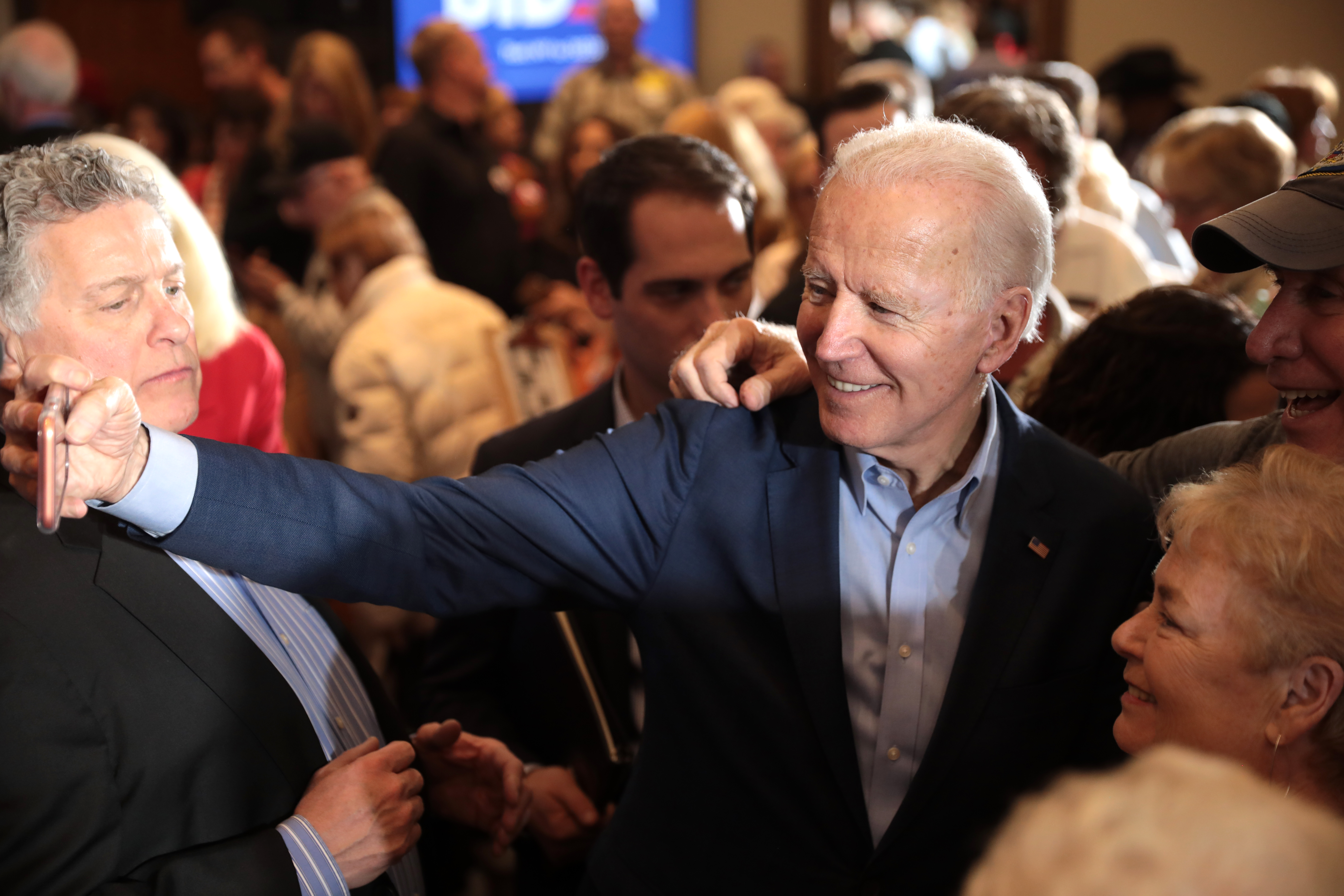
2020年2月14日ネバダ州ヘンダーソンの集会で支持者と話すバイデン

しかし急進左派のサンダースが党大統領候補になれば無党派層に嫌われてトランプに勝てないという危機感が民主党内に広がり、2月25日のサウスカロライナ州での討論会ではサンダースに攻撃が集中した。バイデンも過去にサンダースが銃規制に逆行する投票をしたことを追及し、彼に誤った投票だったことを認めさせた。さらにサンダースが2日前に出演したテレビ番組でキューバの独裁者カストロが識字率の向上を果たしたと彼を擁護したかのような発言をしたことが討論で問題視され、サンダースが「オバマ前大統領も『キューバは教育問題で進歩している』と語っていた」と釈明した際に、バイデンはオバマ政権の副大統領だった立場から「オバマ氏はキューバの政権を肯定的に語ったことはない」と述べて一蹴した。
勝利できなければ敗退と言われていた2月29日のサウスカロライナ州の予備選挙で4戦目にしてサンダースに大差をつけて勝利した。予備選挙党員選挙での初勝利となった。
スーパーチューズデーの直前の3月1日にブティジェッジ、翌2日にはクロブシャーがそれぞれ予備選挙戦から撤退することを表明し、いずれもバイデン支持を表明した。これにより民主党中道派はバイデンのもと結束して左派サンダースと対決する構図となった。そして3月3日に14州で行われた予備選挙・党員集会（スーパーチューズデー）において10州でサンダースに勝利、これにより獲得代議員数で首位に立つ候補となった。スーパーチューズデーの勝利で支持率も上昇し、サンダースを抜いて再び支持率首位に立った。3月4日にマイケル・ブルームバーグも撤退してバイデン支持を表明、3月5日にエリザベス・ウォーレンも撤退したが、彼女は誰を支持するか明言しなかった。3月8日には昨年12月3日に撤退表明していたハリスがバイデン支持を表明した
3月10日にミシガン州など6州の予備選挙・党員集会があり、4州で勝利したことでさらに優勢となった。3月17日のフロリダ州など3州の予備選挙でもバイデンが大勝、サンダースを更に引き離して指名獲得が濃厚となった。サンダースの岩盤層であったはずのリベラル層がサンダースから離れてバイデンに投票している傾向が確認できる。3月19日に撤退表明したトゥルシー・ギャバードもバイデン支持を表明。
3月中は選挙資金も大きく集まり、調達額は過去最高の4670万ドルに達した。
最後まで残った対立候補のサンダースも4月8日に撤退を表明し、4月13日にバイデン支持を表明した。これによりバイデンが指名を確実にした。候補が決まったことを受けて、4月14日に前大統領バラク・オバマがバイデン支持を表明し、4月15日には態度を明らかにしてなかったウォーレンからも支持表明を受け、4月18日には前回候補ヒラリー・クリントンからも支持表明を受けて挙党体制を整えた。

### BLM運動
2020年5月25日にペンシルベニア州で黒人男性ジョージ・フロイドが白人警察官によって暴行死させられた事件をきっかけに始まった人種差別抗議運動ブラック・ライヴズ・マター（BLM）に連帯を表明したが、BLM運動が極左勢力や無政府主義者に支配されていると主張するトランプ陣営は、バイデンが「犯罪行為に沈黙し、容認している」と攻撃を強めた。バイデンは「暴動や略奪、放火は抗議の活動ではない。訴追されるべき行為だ」としてデモに乗じての暴力行為は支持しないことを明言しつつ、人種や党派分断をあおる発言を繰り返し、各地の抗議活動に対抗する武装した自身の支持者を糾弾しないトランプの姿勢が、衝突に拍車をかけていると批判した。力による暴動制圧を唱えるトランプ政権の対応については「彼に暴力を止めることはできない。もう何年も（暴力を）あおってきたからだ」「トランプ氏はこの国に有害な存在だ」と述べ批判した。
6月5日にトランプは5月の雇用統計が改善したことについて「（ジョージ・フロイドが）上から見下ろして、この国に素晴らしいことが起きていると喜んでくれているといい。彼にとって素晴らしい日だ。全員にとって素晴らしい日だ」とツイートしたことに対し、バイデンは「ジョージ・フロイドの最後の言葉は、『息ができない、息ができない』だった。この言葉は国中、そしてむしろ世界中に響き渡った」「なのに大統領がジョージ・フロイドに、まったく別の言葉を口にさせようとするなど、正直言って唾棄すべきことだと思う」と批判した。
6月9日のフロイドの葬儀にバイデンはビデオで追悼のメッセージを寄せ、「ジョージ・フロイドさんに正義が訪れるとき、アメリカは人種間の公正さに向けて真に近づいていける」と述べるとともに先のトランプの発言を改めて批判したが、バイデンも同じ頃トランプへの投票を考えている黒人は「黒人じゃない」と発言し、黒人が自らに投票することを当然視しているとして批判された。

### 新型コロナウイルス
大統領選挙の予備選終盤戦と本選の運動は新型コロナウイルスのパンデミック下で行われた。この間バイデンはコロナ対策をめぐり、トランプ政権の対応遅れを批判するとともに、全米単位のマスク着用の義務化や、地方政府に資金や人材を支援して検査能力を引き上げて検査を拡大させる新型コロナ対策を訴え続け、感染症の専門家からは評価を受けた。
7月までマスクを着用しなかったトランプは、5月26日の記者会見において、バイデンが天気の良い日の屋外でマスクをする姿について「かなり異常だ」と述べた。バイデンに弱弱しいという印象を持たせようとした発言とみられ、これに反発したバイデンは、CNNテレビのインタビューで、トランプを「本当に愚か者だ」と切り捨て「男らしさ」を誇示する姿勢が国民にマスクを着用する必要はないとの誤ったメッセージを送り、「人命が失われている」と批判した。
世界的に著名な科学・医学誌が続々とトランプ不支持・バイデン支持を表明するという異例の事態が起きた。9月15日には1845年創刊の米国科学誌『サイエンティフィック・アメリカン』は「我々は175年の歴史の中で、特定の大統領候補を支持したことはなかったが、今年はそうせざるを得ない。トランプ氏は科学を無視し、人々を傷つけた」としてバイデン支持を表明した。10月8日には1812年創刊の米国医学誌『ニューイングランド・ジャーナル・オブ・メディシン』が「リベラルや保守に関係なく、現政権は公衆衛生の危機に無能であることを示した。さらに多くの命を奪うことに加担してはならない」と主張し、トランプに投票しないよう呼びかけた。10月14日には英国科学誌『ネイチャー』もトランプ政権の新型コロナへの「惨たんたる」対応を批判し、バイデン支持を表明した。

### 党大統領候補に選出

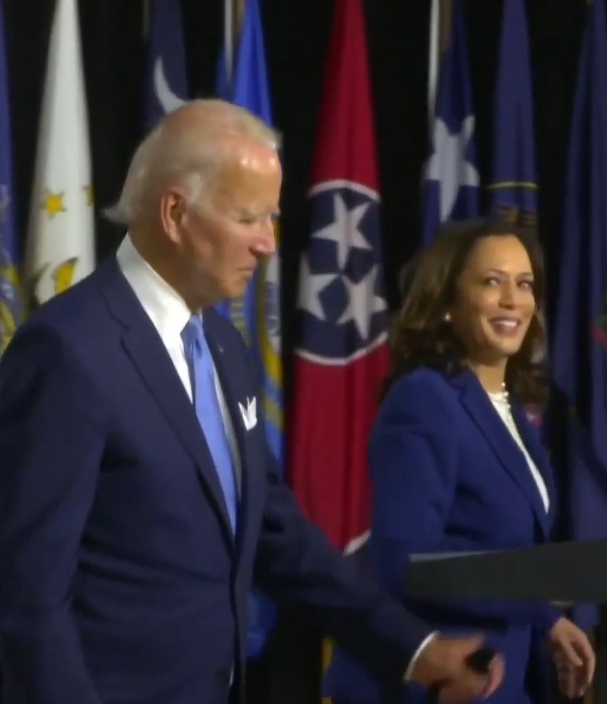
2020年8月12日、ジョー・バイデンとカマラ・ハリス。ハリスを副大統領候補に指名した後の最初の集会で

8月11日、黒人とインド系のハーフである非白人女性のハリスを副大統領候補に選んだことを発表した。BLM運動の高まりに配慮した人選と考えられている。
8月18日に民主党全国大会で正式に党大統領候補に指名され、20日に指名受諾演説を行い「名誉ある米大統領候補指名を謹んで受諾する」「団結すれば我々は米国の暗黒の季節を克服できる。克服しよう」と述べ、科学を重視し、国民の命と生活を守り、同盟国と協調し、独裁者と親密になったりせず、あらゆる人の尊厳と融和を重視すると強調した。また、トランプについて「この大統領は一切の責任をとらず、先頭に立とうとせず、何事も他人のせいにし、独裁者と仲良くして、憎悪と分断の炎をあおり続ける」と批判した。

### 本選挙まで

#### 本選の資金集め
党候補指名争いでのバイデンは資金力不足がネックだったが、党候補に事実上決定した4月以降は他候補に献金していた民主党支持者による新規の小口献金が急増し、ネット上の資金集めなど金のかからない運動で選挙資金を伸ばしていった。
2020年第2四半期（4-6月）のバイデン陣営の選挙資金調達額は2億8210万ドルに達し、共和党候補で現職大統領のドナルド・トランプ陣営の2億6600万ドルをやや上回った。バイデン陣営の選挙対策責任者のジェン・オマリー・ディロンは「この額はジョー・バイデン氏を大統領にしようとする民衆の勢いが急激に高まっていることを示している」と述べた。ディロンによれば、バイデンが民主党の指名獲得に必要な代議員を確保した6月、初めて献金を行った人の割合が68％に上ったという。
5月末の段階では残高がトランプ陣営の方が倍以上あったが、7月末に両陣営が発表した残高を比較するとトランプ陣営の資金面での優位はほぼ無くなっていることが判る。バイデンも「草の根支援者のおかげで差は縮まっている」と述べて手ごたえを口にしている。
8月は両党ともに全国大会があったため、政治資金の調達額が大きく伸びたが、特にバイデン陣営と民主党全国委員会は計3億6450万ドルもの選挙資金を集めている。この額は大統領選向け資金の調達額としては過去最高だった。トランプ陣営と共和党全国委員会の集めた計2億1000万ドルの選挙資金を大きく上回っている。
9月の調達額もバイデン陣営は2億8000万ドルと、トランプ陣営の8100万ドルを大きく上回った。特に、小口の資金提供が増えたと見られている。9月末時点の手元資金はバイデン陣営が1億7730万ドル、トランプ陣営が6310万ドルとかなり差が開いた状態となった。
10月前半2週間もバイデン陣営が1億3000万ドルの資金を調達し、トランプ陣営の調達額4360万ドルを圧倒している。バイデン陣営は豊富な資金を活用し、10月前半の2週間で広告費用を少なくとも1億2700万ドル投入している。一方、トランプ陣営は、少なくとも4500万ドルを広告費に投入した。

#### 支持率
『ワシントンポスト』とABCテレビの共同世論調査では2020年3月末の時点ではバイデンとトランプの支持率は49％、47％とほぼ拮抗していた。しかし新型コロナウイルスのパンデミックとそれに伴う経済危機、人種差別への抗議デモへの対応によりトランプの支持率が下がり、支持率でもバイデンが10％前後優位に立つようになった。
バイデンの支持率の優位は基本的に選挙戦終盤まで維持されたが、あくまで全米平均であり、勝敗を左右する接戦州では両候補の差は僅差だったため、選挙結果は予断を許さないと報じられていた

#### 集会
新型コロナ感染拡大に伴い、バイデン陣営は屋内での大規模集会を取りやめ、異例の「ドライブイン形式」の対話集会を実施した。参加者にはマスクの着用を要求した。一方トランプ陣営は大規模集会を行い、参加者がほとんどマスクをしなかったので両陣営の集会は対照的な物となった。
11月2日に接戦州ペンシルベニア州ピッツバーグで開かれた最後の集会では「ドナルド・トランプは人種、性、民族などに基づき、常に国民を分断してきた」と批判した。集会には歌手のレディー・ガガも応援に駆け付けて話題になった。

#### 大統領選挙テレビ討論会
9月29日にはオハイオ州クリーブランドで最初の大統領討論会が行われたが、トランプが繰り返しルールや司会者を無視してバイデンの発言を遮るという異例の混乱状態になった。
トランプは繰り返し、バイデンのことを民主党の左派や「社会主義者」の言いなりになると批判。バイデンはトランプを「嘘吐き」と呼び「この人が言うことは何もかも嘘だ」と述べたのに対し、トランプは「嘘吐きはそっちだ」と返した。バイデンの発言を何度も遮るトランプに対してバイデンが「少し黙ってくれないか」と切り返すやりとりもあった。
トランプに「法と秩序を重視するか言ってみろ。『法執行』とさえ言えないのは、そんなことをしたら極左支持者を失うからだ」と挑発されるとバイデンは「誰もが公平な扱いを受ける、正義による法と秩序が大事だ」と答えた。また「バイデンは警察予算削減に賛成だ」とトランプに言われたことについて司会者から事実か尋ねられると「警察予算削減には大反対だ」と述べ、警察と連携しながら警察改革に取り組み、人種差別や容疑者への過剰な暴力などを減らしていくと答えた。
息子のハンター・バイデンのウクライナ疑惑がトランプによって持ち出されると、そのような事実はないと否定するとともに「家族と倫理の話を、彼の家族について話し始めたら、一晩中ここにいることになる」と応酬した。さらにトランプがハンターについて「軍を除名された」と主張するとこれを否定し、カメラに向かって「皆さんの周りにもそういう人が大勢いると思いますが、それと同じように息子も、薬物依存症の問題を抱えていましたが、自分で克服しました。自分で問題に取り組み、治しました。その息子を私は誇りに思っています」と語りかけた。
司会者のクリス・ウォラスから白人至上主義の極右団体「プラウド・ボーイズ」について振られたトランプが「引き下がって、待機するように。ただし言っておくが、誰かがアンティファと左派をなんとかしないと」と述べたのに対し、バイデンは「白人至上主義を否定することを拒否した」とトランプを批判した。
この討論会についてCNNは「史上最悪のディベートだった。そもそもディベートではなく、恥をさらしただけ。今晩はアメリカ国民の敗北だ」と報じている。
10月23日にテネシー州ナッシュヴィルで二度目の大統領討論会が開かれた。こちらは不規則発言や罵倒が相次いだ最初の討論会とは異なり、実際に政策課題についての討論が行われた討論会となった。
二度目の討論はNHKの記事や日本経済新聞の記事によって要旨がまとめられている。

### 本選で勝利

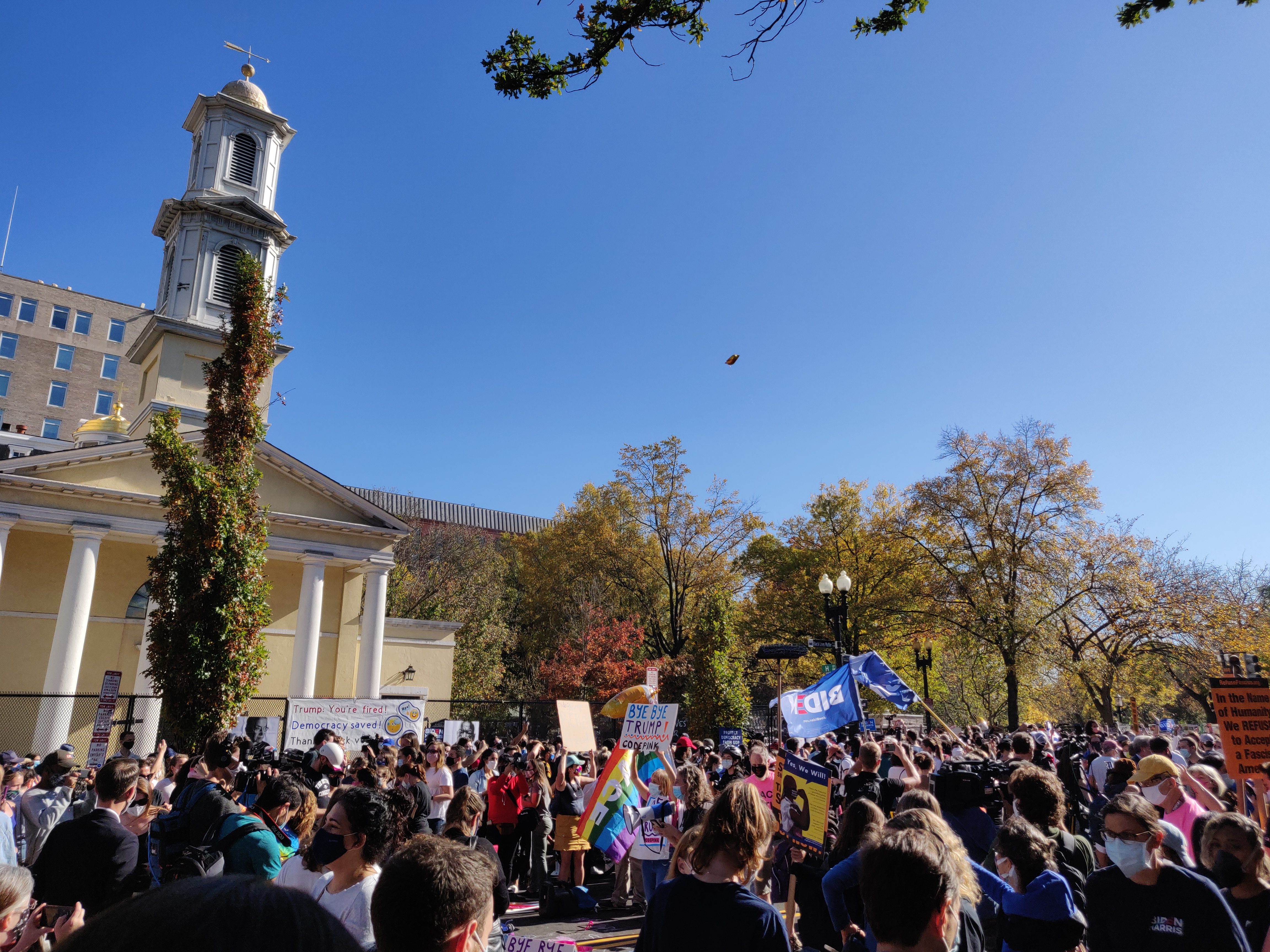
主要メディアによりバイデン当確が報じられた2020年11月7日朝、ワシントンDCダウンタウンブラック・ライブズ・マター・プラザでお祝いする人々

11月3日に大統領選挙本選が実施された。当日にもペンシルベニア州を訪れて10歳まで過ごした家を訪問して「この家からホワイトハウスへ」というサインを壁に書いて自信を示した。そしてツイッターで「列に並び続けてほしい。投票所が締まる前に並んでいれば、投票できます」と投票を呼び掛けた。
民主党支持者は新型コロナを警戒する者が多く、郵便投票の利用率が高いのに対し、共和党支持者はトランプの呼びかけに応じて直接投票を重視した。郵便投票の集計には手間がかかるため、開票では当初は共和党支持者の票が多くカウントされるも、その後は民主党支持者の票がカウントされて逆転する現象が発生した（「赤い蜃気楼」）。
勝敗を決めると見られていたペンシルベニア州でもこの現象が発生し、11月5日にはトランプがバイデンに追い抜かれる寸前の状態に陥り、フィラデルフィアではトランプ支持者が「開票を止めろ」と抗議活動を開始しはじめ、対抗してバイデン支持者も「全ての票を数えろ」とデモを開始する騒ぎになった。
11月7日午前、ペンシルベニア州でのバイデンの勝利が確実となったことで選挙人団の過半数確保が確実となり、バイデンの当確報道が出された。これを受けてバイデンとハリスは11月7日夜にデラウェア州ウィルミントンにおいて勝利宣言を行った。バイデンは「私は分断するのではなく団結させる大統領になると誓います。赤と青に分かれた州ではなく、団結した州（合衆国）を見る大統領に、国民全員の信頼を勝ち取るために全身全霊で努力する大統領に」と演説。ハリスは「私は最初の女性副大統領になるかもしれませんが、私が最後ではありません。これを見つめている全ての小さい女の子が、この国は可能性の国だと理解するからです」と演説した。
こうしてバイデンの選挙運動はゴールを迎えて終わった。

## その後

### トランプ陣営の対応
一方、ペンシルベニア州で敗れてしまい選挙に敗北したトランプ大統領は「選挙に民主党による不正があった」「選挙は民主党に盗まれた」などという根拠のない主張を引き続き繰り返した。 2020年11月15日にトランプは「民主党による不正の法廷闘争」（トランプ陣営が一方的に述べている自身の主張）の責任者として、自身の顧問弁護士のルドルフ・ジュリアーニ元ニューヨーク市長を新たに任命し、連邦最高裁判所まで行くと述べた。ノースカロライナ州やジョージア州などの裁判所に提訴したもののすべて退けられ、最終的にはセーフハーバー期間である2020年12月8日及び選挙人投票が行われた同年同月14日までにアメリカ合衆国連邦最高裁判所は「選挙の無効、選挙結果に影響の出る範囲での票の無効化」を求めたトランプ陣営などの訴えを退けバイデンの勝利が確定した。トランプ陣営のこれらの動きは民主党からはもちろん、共和党の政治家であるジョージ・W・ブッシュ元大統領、アーノルド・シュワルツェネッガー元カリフォルニア州知事などからも批判されている。バイデンが2021年1月20日に大統領に就任して以降もトランプ前大統領は同様の主張をし続けている。

### 大統領就任式
バイデンとハリスは2021年1月20日に予定通りアメリカ合衆国第46代大統領、同国第49代副大統領に就任した。この2週間前にトランプ支持者による連邦議会議事堂襲撃事件が発生した。同日にトランプが開いた「アメリカを救う会」にてトランプが「議事堂に向かおう！」と支持者らを扇動したのが原因であり6名の死者が出る惨事となった。バイデンはTwitter上にて「われわれの民主主義がかつてない攻撃にさらされている」「連邦議会議事堂に突入し、窓ガラスを割り、オフィスと米上院の議場を占拠し、適法に選出された議員の安全を脅かす？ これは抗議デモではない、反乱だ」「彼らは暴徒であり、国内テロリストだ」 と述べて批判した。これによりトランプは一時的に事実上の敗北宣言をせざるを得ない状況にまで追い込まれた。その後トランプは事件を扇動したとして米国大統領史上初めての2度目の弾劾訴追を受けた（結果無罪）。
就任式にてバイデンは「民主主義が勝利をおさめた。私の心はアメリカを1つにし国を結束させることにある。すべてのアメリカ国民に加わってほしい」「私はすべてのアメリカ人のための大統領になることを誓う。私を支持してくれなかった人たちのためにも、支持してくれた人たちのためにも懸命に闘う」「アメリカの国民と国家を1つに結束させることに全身全霊を尽くす。われわれが直面する憤りや憎悪、過激主義、暴力や伝染病などと闘うために結束させる」「きょう、アメリカ史上初めての女性として、カマラ・ハリス副大統領が就任の宣誓を行った。物事を変えていくことは可能なのだ」「われわれは同盟を修復し、再び世界に関与する」「われわれは、事実そのものが改ざんされ、作り出される文化を拒否しなくてはならない」「われわれはアメリカの物語をともに紡いでいく。恐怖ではなく希望の、分断ではなく結束の、暗闇ではなく光の物語だ」と述べた。なお新型コロナウィルス感染症対策のため例年に比べて観客の数が大幅に制限されるなどの異例の就任式になった。トランプは就任式を欠席しており、バイデンは「国の恥だ。来なくていい。」とトランプを突き放す他方、ペンス副大統領の出席には「名誉なことだ。来て頂いたら嬉しい。歓迎する。」と述べた。こうしてバイデン政権の一期目がスタートしたのである。